# Месершмит 163
Месершмит 163 Komet е немски ракетоплан от Втората световна война, единственият боен ракетоплан влязъл в серийно производство някога. Въпреки че е най-бързият и маневрен изтребител от войната, Ме 163 се оказва неефективен заради редица проблеми.

## История
На 2 януари 1939 Александер Липиш, авиоконструктор и дизайнер на множество революционни за времето си летателни апарати, постъпва на работа в Месершмит, след като напуска Немския институт по безмоторно летене (DFS). Още преди това бюрото Хайнкел започва работа по ракетен двигател с течно гориво. В началото на 1940 година в Аугсбург е произведен фюзелажа на прототипния самолет DFS 194, и е оборудван с ракетен двигател. Въпреки опасния и ненадежден двигател, самолетът е имал отлични характеристики, най-вече маневреност, стабилно управление и висока скорост.
През 1941 е създаден и първият прототип, Ме 163А. Работата по него и тестовите полети се пазят в пълна тайна, като дори номерът 163 е взет от разузнавателния Ме Bf 163, който не е приет на въоръжение. Първият полет се състои през август 1941. Месец по-късно, на 2 октомври, изпитателният Ме 163 счупва тогавашния световен рекорд за скорост, постигайки невероятните (за времето си) 1004,5 км/ч. Пилотира го Хайни Дитмар. На 6 юли 1944 самолет Me 163 B V18 (VA+SP) отново подобрява световния рекорд за скорост, този път развивайки 1130 км/ч, и отново пилотиран от Хайни Дитмар. Този рекорд поражда слуховете, че Ме 163 е първият самолет, успял да развие свръхзвукова скорост.
Въпреки множеството си проблеми, Ме 163 е вкаран в производство и дори за известно време е станал приоритет на авиоконструкторските работилници пред по-стабилния Ме 262.

## Описание
Първите опитни самолети биват означени като Ме 163А. Те са снабдени с течногоривен ракетен двигател HWK RII-203. Заради високата му консумация, горивото е стигало само за 40-километров полет. Един от основните проблеми, възникнали при самолета и установени при тестовете, е този с приспособленията за кацане и излитане. Конструктивно в самолета не е предвиден колесник и затова излитането се осъществява чрез специална двуколесна стартова количка, закрепена за ската за кацане. След като набере височина от 5 – 7 метра, пилотът откача количката, която пада на земята. Имало е тенденция обаче тя да отскача след освобождаването си и да се удря в машината, причинявайки ѝ повреди. Самолетът каца посредством хидравлична стоманена ска с дължина 1.8 м и ширина 20 см, която в полет е прибрана в тялото и при кацане се спуска на 40 см. Кацането е доста деликатна и опасна задача, защото при повреда на ската може да се стигне до сериозни гръбначни травми за пилота, а самолета да стане неуправляем. След приземяване машината е трябвало да бъде натоварена на специално ремарке, снабдено с две хидравлични ръце. Ремаркето бива теглено от малък трактор.
Високата скорост създава проблеми и при планирането на самолета, и поради липсата на двигателна тяга той може да се обърне назад при най-малката грешка в управлението, а и няма възможност за обиколка във въздуха ако пилотът не успее да кацне на правилната писта. При серийното производство са добавени предкрилки за повече контрол, но кацането все пак остава трудно.
В края на 1941 е разработен нов двигател – Валтер HWK 109 – 509, и прототипите снабдени с него получават названието Ме-163В. HWK 109 – 509 използва стабилизирана смес от хидразин и метанол като гориво, и силно концентриран водороден пероксид (т.нар. Т-Щоф) като окислител. Заради изискването на МВТР за двигател с управляема тяга, стабилният малък двигател бива модифициран до такава степен, че става почти непредсказуем. Горивната система се оказва един от най-опасните проблеми, като при по-тежки кацания се появяват течове, които почти винаги довеждат до пожари и взривове. Горивото е протичало в самолета чрез метални тръби и помпи, тъй като по това време не е имало по-добри технологии. Те са били податливи на пропукване и счупване. Зареждането на Ме 163 е било деликатна процедура заради нестабилния, корозивен и токсичен характер на горивата. Имало е случаи, в които самолетът просто се взривява преди излитане. Особено опасен е бил т. нар. Т-Щоф, който служи като окислител. При кацане в разорана нива един Ме 163 се преобръща, кабината се изпълва с Т-Щоф, който буквално втечнява пилота. В друг случай веществото разяжда резервоара и създава малка дупка, през която изпаренията проникват в кабината. Пилотът едва успява да се приземи след като почва да се задушава и да губи зрението си.
Кабината на Ме 163 не е била херметизирана и таванът на полета зависи от това до каква височина пилотът може да издържи, дишайки от кислородна маска, без да изгуби съзнание. Поради липсата на херметични костюми, летците е трябвало да бъдат подлагани на обучение в специална барокамера, за да повишат издръжливостта си на ниско атмосферно налягане. За обучение са се използвали основните модели Ме 163А и Ме 163В, но е било планирано да бъде въведен в употреба специален учебно-боеви вариант, известен като Me 163S, при който ракетният двигател и резервоарите са премахнати, и е добавено второ място в кабината.
В края на войната започва работа по подобрен вариант Ме 163С, с нов и по-издръжлив двигател, по-дълги криле, издължен фюзелаж за по-големи горивни резервоари и херметична кабина с голяма видимост. Само два прототипа биват произведени, а един от тях е тестван без ракетен двигател. Програмата продължава до последните дни на войната, и е прекратена когато съветските войски превземат завода за производство на Ме 163. Руснаците не използват произведените екземпляри, но ги използват за разработка на подобен изтребител, станал известен като МиГ И-270.

### Мицубиши J8M
Като съюзник на Германия, Япония е получила един Ме 163, за да разработи собствен вариант. Едната от подводниците, каращи части за самолета, не пристига в Япония и японците не получават някои от най-важните компоненти, включително турбопомпата на двигателя. Поради тази причина японският Ме 163 катастрофира още при първия си полет. Започва разработването на по-опростен вариант, получил названието Шусуй („есенна вода“). До 1945 са произведени 7 екземпляра, които не успяват да свалят вражески самолети.

## Употреба
Ме 163 е въведен в експлоатация през 1944. Заради нестабилното гориво и честите подпалвания на самия двигател от флуктуациите в горивния поток, на пилотите е било нареждано да се изкачат на възможно най-голяма височина, докато свърши горивото. При изкачването пилотът трябва да произведе възможно най-много изстрели срещу неприятеля. След това, при спускане, самолетът трябва да пикира срещу вражеските въздушни формирования и отново да открие огън срещу врага в опит да свали бомбардировачи, и след това да се насочи към най-близката военновъздушна база. За такъв бой разказва един щурман на американски бомбардировач, участвал в бомбардировката над Магдебург:
| „ | Две минути след като минахме пункта, където трябваше да променим посоката на полета, видях кондензационните следи на три Ме-163 на около 10 000 м височина, посока 9 часа. Те се насочиха към нашето съединение и се завъртяха наляво, за да нападнат три „Мустанг-а“, които летяха в момента на 1000 м над нас. Ракетните изтребители атакуваха отгоре трите машини, като се приближиха много близко до тях, откриха едновременно стрелба и изтегляйки се стръмно нагоре, изчезнаха в небето. Видях как трите „Мустанг“-а падаха горящи към земята. | “ |

Друг типов полет е баражирането в зоната на изчакване на съюзническите бомбардировачи. При него Ме-163 набира височина под ъгъл 60° със скорост над 700 км/ч (защото под тази скорост самолетът има много голям специфичен разход на гориво). Когато се намира на 1,5 км под набелязаната височина за патрулиране, пилотът изключва двигателя и самолета достига височината по инерция и продължава полета планирайки с неработещ двигател. Когато скоростта падне до 240 км/ч пилотът включва двигателя и повтаря упражнението. Това се повтаря многократно в зоните за изчакване на противника. Този режим на полет не е обичан от летците заради огромните претоварвания, които възникват при него, но само така самолетът може да се задържи във въздуха близо час. С оглед увеличаване на продължителността на полета се използва и изтеглянето на буксир на голяма височина от самолет-буксировчик, но този метод е избягван, защото тогава самолетите са лесна плячка за противниковите изтребители.
Съюзниците няма какво да противопоставят на Ме-163. Нито един техен самолет не е в състояние да го достигне и затова те атакуват „Комета“-та когато свърши горивото и започне безмоторен планиращ полет за кацане. По такъв начин е свален и първия Ме-163 от полк. Джон Мърфи – той забелязва планиращ немски самолет, захождащ за кацане на летището Брандис край Лайпциг; атакува го и с дълъг откос го взривява във въздуха.
Въоръжението включва две 30-мм оръдия МК-108, които обаче имат сравнително ниска начална скорост и са точни само на малки разстояния. Друг проблем е прекалено високата скорост на сближение с целта, при която за прицелване и стрелба на пилота остават около 3 – 4 секунди. За увеличаване на мощта на залпа под полукрилата на някои самолети се поставят по 5 неуправляеми ракети SG 500 Jägerfaust.
Основното подразделение, оборудвано с Ме 163В е Jagdgeschwader 400, под командването на майор Волфганг Шпете. Мисията на Jagdgeschwader 400 е била да защитава фабриките за производство на синтетичен бензин. Първото прихващане на вражески самолети е през юли 1944, когато ескадрила от Ме 163 напада два американски B-17, без да успее да ги свали. До 1945 това подразделение успява да потвърди 9 свалени вражески самолета, губейки 15 от своите (9 заради технически проблеми, едва 6 от вражески огън). Голяма част от стотиците произведени Ме 163В остават на земята заради липсата на гориво – ракетният двигател консумира същата смес, която се използва и за ракетите Фау-2. До края на войната с Ме 163 са свалени едва 16 вражески самолета, и заради технически неизправности загиват много и опитни германски пилоти. Подразделенията с Ме 163 са разформировани през май 1945 и пилотите им са изпратени да управляват Ме 262.

## Тактико-технически характеристики (Ме 163В-1)

### Габарити и силова установка
- Екипаж: 1
- Дължина: 5,69 м
- Размах на крилете: 9,33 м
- Височина: 2,74 м
- Площ на крилете: 18,5 кв. м
- Тегло – празен: 1908 кг
- Тегло – пълен: 3950 кг
- Макс. летателно тегло: 4310 кг
- Двигател: 1х Walter HWK 109-509A-2 течногоривен ракетен двигател, тяга 17 kN (1700 кг)

### Технически данни
- Максимална скорост: 955 км/ч
- Времетраене на полета: 8 минути
- Далечина на полета: 40 км
- Таван на полета: 15 000 м
- Скороподемност: 5000 м/мин[11]
- Натоварване на крилото: 213 кг/кв. сем
- Съотношение тяга-тегло: 0,42

### Въоръжение
- 2х 30 мм оръдия „Райнметал-Борсиг“ MK-108, 60 изстрела за всяко

## Оператори
- Нацистка Германия
  -  Луфтвафе
- Японска империя
  -  Въздушно крило на Японската имперска армия
  -  Въздушно крило на Японския имперски флот